# Nicola Adams
Nicola Adams, född 26 oktober 1982 i Leeds, England, är en brittisk boxare som tog OS-guld i flugviktsboxning 2012 i London. Hon är den första kvinna som vunnit en olympisk guldmedalj i boxning. I OS- finalen mötte hon kinesiskan Ren Cancan. Vid olympiska sommarspelen 2016 i Rio de Janeiro försvarade hon sitt guld i finalen mot fransyskan Sarah Ourahmoune och blev första brittiska boxare på 92 år att ta OS-guld vid två raka sommarspel.
Hon är den första kvinna som mottagit en utmärkelse från the Boxing Writers' Club i Storbritannien. Hon tilldelades Joe Bromley award för sina enastående prestationer inom boxning.

## Karriär
Adams började boxas som 12-åring då hon följde med sin mor och bror till en aerobicsklass på ett lokalt gym för att komma i form. På gymmet fanns även boxningsklasser som Adams började delta i. Hon hade blivit inspirerad av att ha sett filmklipp med Muhammad Ali, Sugar Ray Leonard och Sugar Ray Robinson tillsammans med sin pappa. Hon blev medlem i Burmantofts Amateur Boxing Club och var vid 12 års ålder deras enda kvinnliga medlem. Hon var den första kvinnliga boxaren att representera Storbritannien 2001 då hon vann europeiskt guld och världsmedalj i silver. Adams gav nästan upp sin karriär på grund av bristande finansiering vilket ändrades då kvinnlig boxning blev erkänt i OS 2009.